# Rudnica (Basse-Silésie)
Pour les articles homonymes, voir Rudnica.
Rudnica est une localité polonaise de la gmina de Stoszowice, située dans le powiat de Ząbkowice Śląskie en voïvodie de Basse-Silésie.